# Pseudophaneroptera turbida
Pseudophaneroptera turbida är en insektsart som beskrevs av Brunner von Wattenwyl 1878. Pseudophaneroptera turbida ingår i släktet Pseudophaneroptera och familjen vårtbitare. Inga underarter finns listade i Catalogue of Life.